# Ctenocella cerasina
Ctenocella cerasina är en korallart som först beskrevs av Manfred Grasshoff 1999.  Ctenocella cerasina ingår i släktet Ctenocella och familjen Ellisellidae. Inga underarter finns listade i Catalogue of Life.